# Tocilizumab
El tocilizumab, també conegut com a atlizumab, és un medicament immunosupressor, principalment per al tractament de l'artritis reumatoide (AR) i l'artritis juvenil idiopàtica sistèmica, una forma severa d'artritis en nens. És un anticòs monoclonal humanitzat contra el receptor de la interleucina-6 (IL-6R). La interleucina-6 (IL-6) és una citocina que té un paper important en la resposta immunitària i està implicada en la patogènesi de moltes malalties, com ara malalties autoimmunitàries, mieloma múltiple i càncer de pròstata. Va ser desenvolupat per Hoffmann-La Roche i Chugai.
Està comercialitzat a Espanya amb el nom de Roactembra.
És un dels medicaments que s'han emprat en el tractament dels casos greus de malalts de COVID-19 en presentar síndrome d'alliberament de citocines. El seu ús ja es va adoptar als principis de la pandèmia de COVID-19 a la Xina.